# 匹茲堡 (新罕布什爾州)
匹茲堡（英語：Pittsburg）是一個位於美國新罕布什爾州庫斯縣的鎮。

## 人口
根據2020年美國人口普查的數據，匹茲堡的面積為754.50平方千米，當中陸地面積為728.60平方千米，而水域面積為25.80平方千米。當地共有人口800人，而人口密度為每平方千米1人。